# Gebhard Böckle
Gebhard Böckle (* 1964 in Herrenberg) ist ein deutscher Mathematiker und Professor an der Universität Heidelberg.
Böckle begann nach seinem Abitur 1983 ein Mathematikstudium an der Universität Stuttgart, das er 1989 mit dem Diplom abschloss. 1995 wurde er an der University of Illinois at Urbana-Champaign mit der Schrift  Universal Deformations of Even Galois Representations and Relations to Maas Wave Forms promoviert. Er habilitierte sich 2002 an der ETH Zürich und war von 2003 bis 2010 Professor an der Universität Duisburg-Essen. Seit 2010 arbeitet er als Professor an der Universität Heidelberg.
Seine Forschungsgebiete liegen u. a. in den Bereichen der arithmetischen Geometrie, der Modulformen, der p-adischen Zahlen und der L-Funktionen.
Gebhard Böckle leitet am Interdisziplinären Zentrum für Wissenschaftliches Rechnen der Universität Heidelberg die Arbeitsgemeinschaft Computational Arithmetic Geometry.